# Harian Indonesia
Harian Indonesia (chiń. 印度尼西亞日报) – indonezyjski dziennik wydawany w języku chińskim. Został założony w 1966 roku. Jest jednym z najstarszych pism indonezyjskich w swej kategorii.